# Местные выборы в Боготе (1994)
30 октября 1994 года в Колумбии состоялись региональные выборы. В рамках этих выборов были избраны следующие должности в Боготе:
- Мэр
- Члены муниципального совета
- Члены местных административных советов 20 районов города (от 7 до 13 членов в каждом районе в зависимости от населения)

## Выборы мэра
Колумбийская Либеральная Партия определила своего кандидата, путем голосования, бывшего члена нижней палата Конгресса Колумбии Энрике Пеньялосу, который уже претендовал на участие в выборы мэра в 1992 году. В то же время, Колумбийская Консервативная Партия поддержала популиста Карлоса Морено де Каро.
Выборы 1994 года были отмечены присутствием всего трех кандидатов и относительно низкой явкой избирателей по сравнению с предыдущими выборами. Это произошло, в частности, потому что традиционные партии впервые потерпели поражение на выборах в Боготе. С другой стороны, были внесены изменения в институциональные правила, в результате чего срок полномочий мэра был увеличен с 2 до 3 лет.
На выборах одержал победу независимый кандидат Антанас Моккус.
| Кандидат                       | Партия                             | Голоса    | %         |
| ------------------------------ | ---------------------------------- | --------- | --------- |
| Антанас Моккус                 | Независимый кандидат               | 492 389   | 64,51     |
| Энрике Пеньялоса               | Колумбийская либеральная партия    | 229 835   | 30,11     |
| Карлос Морено де Каро          | Колумбийская консервативная партия | 20 445    | 2,68      |
| Недействительные/пустые бланки | Недействительные/пустые бланки     | 20 616    |           |
| Явка                           | Явка                               | 787 874   | 29.77%    |
| Зарегистрированные избиратели  | Зарегистрированные избиратели      | 2 664 472 | 2 664 472 |
| Источник:                      |                                    |           |           |